# Mażnica
Mażnica (biał. Мажніца; ros. Мажница) – wieś na Białorusi, w obwodzie mińskim, w rejonie borysowskim, w sielsowiecie Msciż. W 2009 roku liczyła 22 mieszkańców.